# Хистри
Хистрите или Истрите (лат.: Histrii, Istrier) са били древно племе на полуостров Истрия (lat. Histria) и граничещото северно крайбрежие.
През 177 пр.н.е. територията е завладяна от римляните и присъединена към Римската република.